# Västra Gällsjön, Hälsingland
Västra Gällsjön är en sjö i Bollnäs kommun i Hälsingland och ingår i Ljusnans huvudavrinningsområde. Sjön är 3,5 meter djup, har en yta på 0,507 kvadratkilometer och befinner sig 270 meter över havet. Sjön avvattnas av vattendraget Gällsån.

## Delavrinningsområde
Västra Gällsjön ingår i det delavrinningsområde (678089-152890) som SMHI kallar för Ovan 678383-152734. Medelhöjden är 316 meter över havet och ytan är 16,8 kvadratkilometer. Det finns inga avrinningsområden uppströms utan avrinningsområdet är högsta punkten. Gällsån som avvattnar avrinningsområdet har biflödesordning 3, vilket innebär att vattnet flödar genom totalt 3 vattendrag innan det når havet efter 55 kilometer. Avrinningsområdet består mestadels av skog (78 procent). Avrinningsområdet har 1,43 kvadratkilometer vattenytor vilket ger det en sjöprocent på 8,5 procent.